# „Awatar”, czyli zamiana dusz
„Awatar”, czyli zamiana dusz – polski film telewizyjny z 1964 roku, w reżyserii Janusza Majewskiego, z jego scenariuszem i dialogami. Adaptacja opowiadania Awatar Teofila Gautiera, pisarza francuskiego. Film zainaugurował serię nowel telewizyjnych z pogranicza groteski, fantastyki i kina grozy, nieformalnie nazywanych opowieści niesamowite.

## Fabuła
Akcja filmu rozgrywa się w XIX-wiecznym Paryżu. W pałacu w Faubourg Saint-Honoré mieszka kochająca się małżeńska para – hrabina Magdalena Natasza Łabińska i hrabia Olgierd Łabiński. Oboje są polskimi patriotami, a ich małżeńskim sekretem jest codzienna recytacja fragmentów wiersza Adama Mickiewicza Do M***.
W hrabinie podkochuje się paryski młodzieniec Oktawiusz de Saville. Nie mogąc zdobyć jej względów, szuka lekarstwa na swe miłosne cierpienie. Udaje się do diabolicznego doktora Charbonneau, który podsuwa mu zaczerpnięty z wiedzy indyjskiej pomysł zamiany dusz: dusza młodzieńca miałaby wejść w ciało hrabiego. Zamiana dochodzi do skutku, nie rozwiązuje jednak problemów sercowych de Saville'a. Oktawiusz nawet jako mąż nie potrafi zdobyć pięknej Magdaleny, nie zna poezji Mickiewicza. Hrabina odsuwa się od niego. Z kolei Łabiński zamknięty w nowym ciele, postanawia walczyć o odzyskanie tego, co utracił. Charbonneau powtarza zabieg z zaklęciami i przywraca duszy hrabiego jego ciało, jednak sam znudzony własną powłoką wciela się w postać Oktawiusza i ucieka.

## Obsada
- Wanda Koczeska jako hrabina Magdalena Natasza Łabińska
- Jan Machulski jako hrabia Olgierd Łabiński
- Henryk Boukołowski jako Oktawiusz de Saville
- Gustaw Holoubek jako doktor Baltazar Charbonneau
- Kazimierz Rudzki jako psychiatra
- Krzysztof Litwin jako Alfred, przyjaciel Oktawiusza
- Ryszard Kotys jako lokaj Łabińskiego
- Lucjan Zitrig jako lokaj
- Stefania Kołodziejczyk jako Hermina, pokojówka hrabiny
- Bronisław Broński jako lokaj

## Nagrody
- 1966 – nagroda FIPRESCI w Monte Carlo na Międzynarodowym Festiwalu Filmów Telewizyjnych
- 1966 – Nagroda Przewodniczącego Komitetu ds. Radia i Telewizji dla Janusza Majewskiego
- 1967 – Złoty Asteroid na Międzynarodowym Festiwalu Filmów Fantastycznych w Trieście